# Население на Сао Томе и Принсипи
Населението на Сао Томе и Принсипи според последното преброяване от 2012 г. е 179 200 души.

## Численост
Численост на населението според преброяванията през годините:
| Година | Численост |
| 1981   | 96 611    |
| 1991   | 117 504   |
| 2001   | 137 599   |
| 2012   | 179 200   |

## Възрастова сткруктура
Информацията е от 2000 година.
- 0-14 години: 48% (мъжe 38 588/ жени 37 624)
- 15-64 години: 48% (мъже 37 216/ жени 39 959)
- над 65 години: 4% (мъже 2961/ жени 3535)

## Коефициент на плодовитост
Коефициентът на плодовитост към 2000 г. е 6,08.

## Религия
- 80 % – християни
- 17 % – анимисти
- 3 % – мюсюлмани

## Езици
Официален език във Сао Томе и Принсипи е португалски.